# Antonio Albanese (acteur et réalisateur)
Pour les articles homonymes, voir Antonio Albanese et Albanese.
Antonio Albanese (né le 10 octobre 1964  à Olginate, dans la province de Lecco, dans la région de Lombardie) est un acteur et réalisateur comique italien.

## Biographie
Antonio Albanese est né à Olginate, de parents originaires de Petralia Soprana (pays sur les montagnes des Madonies), dans la province de Palerme.
Il fait ses premiers pas dans les radios privées au début des années 1980 (Onda Radio Olginate et Radio Cristal di Lecco), où il présente une émission intitulée Magic Moment (Moment magique) consacrée à la musique rock.
Il s'inscrit à l'école d'art dramatique Paolo Grassi (it) de Milan où il obtient son diplôme en 1991 .
Peu après, il comprend que sa véritable passion est celle de comique. Il s'exhibe au petit cabaret Zelig de Milan et sur la scène du Zanzara d'oro (moustique d'or) à Bologne, où il joue des monologues avec des personnages qu'il invente .

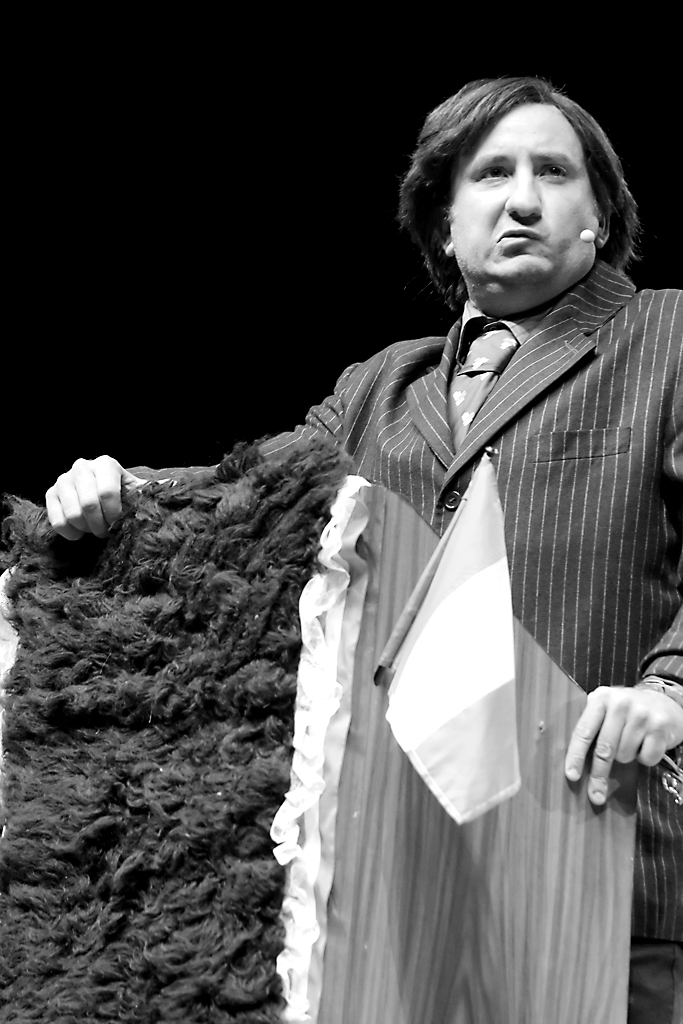
Antonio Albanese interprétant Cetto La Qualunque en 2010

Après ces débuts comme acteur de cabaret, il participe au journal télévisé des vacances sur Canale 5, puis en 1992 au talk show Maurizio Costanzo Show. La même année, il est invité permanent de l'émission de variétés de Paolo Rossi Su la testa! (Tête haute !), où il interprète les personnages de Alex Drastico (un sicilien irritable) et de Epifanio (un timide) .
Le talent comique d'Antonio Albanese se révèle dans l'émission Mai dire gol, (Ne jamais dire : but) présentée par le trio Gialappa's Band. Dans cette émission, il met au point une série de personnages (l'aimable Epifanio, l'agressif Alex Drastico, le chroniqueur à la télévision et danseur Frengo e Stop et le jardinier homosexuel, supporter de l'Inter de Milan et de Berlusconi, Pier Piero, qui deviendront célèbres. Ses monologues seront reproduits dans l'ouvrage Patapin e Patapam en 1994 .
Dans les années suivantes l'arrêt de cette émission de Italia 1, il se partage entre cinéma et théâtre, avec de longues tournées en Italie, pour ensuite revenir à Bologne, où il vit avec sa femme et sa fille .
En 2005, il rejoint un projet semblable à Mai dire gol : Mai dire Lunedì (Ne jamais dire : lundi), conçue à nouveau par le Gialappa's Band, mais présentée cette fois par Mago Forrest. Il y interprète quatre personnages : Pier Peter (le cousin de Pier Piero), économiste farfelu amoureux du footballeur Gennaro Gattuso, Mino Martinelli, philosophe et cocaïnomane présomptueux, ainsi que Cetto La Qualunque, homme politique calabrais corrompu, pervers et dépravé et Alain Tonné, cuisinier extravagant .
Les autres programmes télévisés où il apparaît sont Comici (comiques) en 2000, Non c'è problema (pas de problème) en 2003 et Mai dire Domenica (ne jamais dire : dimanche). Dans l'émission Che tempo che fa (quel temps qu'il fait) présentée par Fabio Fazio, il interprète le personnage de Cetto La Qualunque .
Dans une émission de 2007, il propose le personnage de Ivo Perego, industriel lombard avec un fils qui aime la mode .
Actif également au cinéma, Antonio Albanese débute en 1996 avec Vesna va veloce réalisé par Carlo Mazzacurati .
Il devient ensuite lui aussi réalisateur, avec la collaboration du scénariste Vincenzo Cerami (le même que Roberto Benigni). En 1999, il écrit et joue dans le film La fame e la sete (La faim et la soif) .
Au début, ses films sont un « prétexte » pour donner vie à des gags hilarants mettant en scène ses personnages. Néanmoins, par la suite, il semble vouloir réaliser un cinéma plus « sérieux », sans toutefois renoncer à son sens du comique, plus physique que verbal. En 2000, il tourne avec Fabrizio Bentivoglio La lingua del santo (La langue du saint) de Carlo Mazzacurati.
La consécration arrive en 2005, quand Pupi Avati lui confie le rôle principal dans La seconda notte di nozze (la seconde nuit de noces), où il joue aux côtés de Katia Ricciarelli. En 2007, il interprète un habitant de Gênes qui perd son travail et se trouve dans une situation difficile avec sa femme, interprétée par Margherita Buy, dans le film de Silvio Soldini Giorni e nuvole (Jours et nuages). En 2009, il partage le premier rôle avec Kim Rossi Stuart dans le film de Francesca Archibugi Questione di cuore (Question de cœur). Comme dans le film de Silvio Soldini, son registre prend des tons fortement dramatiques .
Le 21 janvier 2011, son film Qualunquemente sort dans les salles. Ce sera l'un des principaux succès de l'année en Italie.
En 2012, il joue le rôle d'un acteur libidineux dans le film To Rome with Love de Woody Allen .

### Théâtre
En plus de l'expérience déjà mentionnée au Zelig de Milan, Antonio Albanese a joué dans les spectacles suivants :
- Misty et Uomo (1992) ;
- Salone Meraviglia (Salon merveille, mars 1994, avec Stefano Bicocchi alias Vito) ;
- Giù al Nord (En dessous au Nord, 1997) ;
- Concerto apocalittico per Grilli, Margherite, Blatta e Orchestra (Concert apocalyptique pour grillons, marguerites, blatte et orchestre, 1999) ;
- Psicoparty (Psychoparty, 2005) ;
- en 2009, il a le rôle du metteur en scène dans l'opéra Le convenienze teatrali de Gaetano Donizetti à La Scala de Milan (Accademia del Teatro alla Scala) ;
- Personaggi (2011).

## Filmographie

### Comme acteur
- 1993 : Un'anima divisa in due de Silvio Soldini
- 1996 : Uomo d'acqua dolce d'Antonio Albanese
- 1996 : Vesna va veloce de Carlo Mazzacurati
- 1998 : Tu ridi (Kaos II) des frères Taviani
- 1999 : La fame e la sete d'Antonio Albanese
- 2000 : La lingua del santo de Carlo Mazzacurati
- 2002 : Il nostro matrimonio è in crisi d'Antonio Albanese
- 2003 : L'uomo flessibile de Stefano Consiglio
- 2004 : È già ieri de Giulio Manfredonia[4]
- 2005 : La seconda notte di nozze de Pupi Avati
- 2006 : Mattotti de Renato Chiocca
- 2007 : Leçons d'amour à l'italienne 2 (Manuale d'amore 2: Capitoli successivi) de Giovanni Veronesi
- 2007 : Giorni e nuvole de Silvio Soldini
- 2009 : Question de cœur (Questione di cuore) de Francesca Archibugi
- 2011 : Qualunquemente de Giulio Manfredonia
- 2012 : To Rome with Love de Woody Allen
- 2012 : Tutto Tutto Niente Niente de Giulio Manfredonia
- 2013 : L'intrepido de Gianni Amelio
- 2014 : La sedia della felicità de Carlo Mazzacurati
- 2016 : L'abbiamo fatta grossa de Carlo Verdone
- 2017 : Come un gatto in tangenziale de Riccardo Milani
- 2018 : Contromano, de lui-même
- 2019 : Cetto c'è, senzadubbiamente, de Giulio Manfredonia

### Doublage
- 1998 : La Mouette et le Chat, réalisé par Enzo D'Alò

### Comme réalisateur et scénariste
- 1996 : Uomo d'acqua dolce
- 1999 : La fame e la sete
- 2002 : Il nostro matrimonio è in crisi
- 2018 : I topi

## Récompenses et distinctions

### Récompenses
- 2014 : Globe d'or du meilleur acteur pour L'intrepido de Gianni Amelio

### Nominations
- David di Donatello 1997 : meilleur acteur dans un second rôle pour : Vesna va veloce.
- David di Donatello 1999 : meilleur acteur pour : La fame e la sete
- David di Donatello 2006 : meilleur acteur pour : La seconda notte di nozze
- David di Donatello 2008 : meilleur acteur pour :Giorni e nuvole
- David di Donatello 2010 : meilleur acteur pour :Questione di cuore
- David di Donatello 2011 : meilleur acteur pour : Qualunquemente

- Ruban d'argent 1997 : meilleur acteur pour : Vesna va veloce
- Ruban d'argent 1998 : nouveau réalisateur italien pour : Uomo d'acqua dolce
- Ruban d'argent 1999 : meilleur acteur pour :Tu ridi
- Ruban d'argent 2001 : meilleur acteur pour : La lingua del Santo
- Ruban d'argent 2006 : meilleur acteur pour :La seconda notte di nozze
- Ruban d'argent 2008 : meilleur acteur pour : Giorni e nuvole
- Ruban d'argent 2009 : meilleur acteur pour : Questioni di cuore
- Globe d'or 2009 : Globe d'or du meilleur acteur pour : Questioni di cuore

### Crédit d'auteurs
- (it) Cet article est partiellement ou en totalité issu de l’article de Wikipédia en italien intitulé « Antonio Albanese » (voir la liste des auteurs).